# Jewgienij Agrest
Jewgienij Agrest, ros. Евгений Агрест (ur. 15 sierpnia 1966 w Witebsku) – szwedzki szachista pochodzenia białoruskiego, arcymistrz od 1997 roku.

## Kariera szachowa
W roku 1990 zdobył w Bydgoszczy tytuł drużynowego mistrza Polski, reprezentując klub BBTS Bielsko-Biała, natomiast w następnym roku w Mikołajkach wywalczył wraz z tym zespołem medal srebrny. Po rozpadzie Związku Radzieckiego przeprowadził się wraz z żoną, Swietłaną (która posiada tytuł mistrzyni międzynarodowej) do Szwecji i zamieszkał w Sztokholmie. W rozgrywkach międzynarodowych barwy tego kraju reprezentuje od roku 1997, należąc do ścisłej krajowej czołówki. Czterokrotnie zdobył złoty medal w indywidualnych mistrzostwach Szwecji (1998, 2001, 2003, 2004). Oprócz tego był również dwukrotnym srebrnym (1997, 2002) oraz brązowym (2008) medalistą mistrzostw kraju. Od roku 1998 do 2006 wystąpił we wszystkich pięciu szachowych olimpiadach (w tym 2 razy na I szachownicy) oraz w czterech turniejach o drużynowe mistrzostwo Europy (trzykrotnie na I szachownicy).
Odniósł szereg sukcesów w międzynarodowych turniejach, m.in. podzielił II m. (za Michałem Krasenkowem) w turnieju Rilton Cup w Sztokholmie (1994/95), zwyciężył (wraz z Gyulą Saxem) w Gyuli (1997), zajął II m. (za Tomem Wedbergiem) w Sztokholmie (1999), podzielił II m. (za Stuartem Conquestem) w Fürth (1999), zwyciężył (wraz z Arturem Koganem) w mistrzostwach krajów nordyckich w Bergen (2001), podzielił I-III m. w turnieju Rilton Cup w Sztokholmie (2001/02), triumfował w Griesheim (2003), podzielił I-II m. (wraz z Curtem Hansenem) w Aarhus (2003) oraz zdobył tytuł mistrza krajów nordyckich w Vammala (2005). Na przełomie 2007 i 2008 r. podzielił I m. w turnieju Rilton Cup w Sztokholmie (wspólnie z m.in. Radosławem Wojtaszkiem, Pią Cramling, Tomi Nybackiem i Vasiliosem Kotroniasem).
Dwukrotnie wystąpił w mistrzostwach świata systemem pucharowym, w obu przypadkach odpadając w I rundzie: w 2000 przegrał z Aleksandrem Oniszczukiem, natomiast w 2004 - z Karenem Asrianem. W 2003 był uczestnikiem pierwszego zdarzenia, w wyniku którego szachowy arcymistrz przegrał partię z powodu włączenia się telefonu komórkowego (co jest sprzeczne z przepisami FIDE). Miało to miejsce w czasie drużynowych mistrzostw Europy w Płowdiwie, a przeciwnikiem, który wówczas w ten niecodzienny sposób przegrał partię, był ówczesny mistrz świata, Rusłan Ponomariow.
Najwyższy ranking w dotychczasowej karierze osiągnął 1 stycznia 2004 r., z wynikiem 2616 punktów zajmował wówczas 82. miejsce na światowej liście FIDE, jednocześnie zajmując 1. miejsce wśród szwedzkich szachistów.